# Keep It Together (bài hát)
"Keep It Together" là một bài hát của ca sĩ người Mỹ Madonna nằm trong album phòng thu thứ tư của cô, Like a Prayer (1989). Nó được phát hành vào ngày 30 tháng 1 năm 1990, bởi Sire Records như là đĩa đơn thứ 6 và cũng là cuối cùng từ album tại Mỹ, Canada và Nhật Bản, trong khi tại Vương quốc Anh và một số quốc gia khác, "Dear Jessie" (1989) là đĩa đơn cuối cùng.
Bài hát nhận được những đánh giá trái chiều từ các nhà phê bình âm nhạc. Về mặt thương mại, "Keep It Together" đạt vị trí thứ 8 trên bảng xếp hạng Billboard Hot 100 và Canada, cũng như đứng đầu bảng xếp hạng nhạc Dance tại Mỹ. Ở Úc, nó lên ngôi quán quân tại đây sau khi được phát hành làm mặt B của đĩa đơn "Vogue". Đây là bài hát kết màn trong chuyến lưu diễn Blond Ambition World Tour (1990) của Madonna.

## Danh sách các phiên bản chính thức
- "Keep It Together" (bản album) – 5:03
- "Keep It Together" (không lời) – 5:52
- "Keep It Together" (12" Remix) – 7:50
- "Keep It Together" (12" Mix mở rộng) – 7:20
- "Keep It Together" (12" Mix) – 6:50
- "Keep It Together" (bản dub) – 7:00
- "Keep It Together" (Bonus Beats) – 3:27
- "Keep It Together" (7" Mix) – 4:45
- "Keep It Together" (Mix) – 4:32

## Danh sách bài hát
| - Đĩa 12" tại Mỹ 1. "Keep It Together" (12" Remix) – 7:50 2. "Keep It Together" (bản dub) – 7:00 3. "Keep It Together" (12" Mix mở rộng) – 7:20 4. "Keep It Together" (12" Mix) – 6:50 5. "Keep It Together" (Bonus Beats) – 3:27 6. "Keep It Together" (không lời) – 5:52 - Đĩa CD 5" tại Mỹ 1. "Keep It Together" (Remix) – 4:32 2. "Keep It Together" (12" Remix) – 7:50 3. "Keep It Together" (12" Mix) – 6:50 4. "Keep It Together" (12" Mix mở rộng) – 7:20 5. "Keep It Together" (không lời) – 5:52 | - Đĩa đơn cassette / 7" tại Mỹ 1. "Keep It Together" (Remix) – 4:32 2. "Keep It Together" (không lời) – 5:52 - Đĩa CD maxi tại Nhật 1. "Cherish" (bản mở rộng) – 4:45 2. "Keep It Together" (12" Remix) – 7:50 3. "Keep It Together" (bản dub) – 7:00 4. "Keep It Together" (12" Mix mở rộng) – 7:20 5. "Keep It Together" (12" Mix) – 6:50 6. "Keep It Together" (Bonus Beats) – 3:27 7. "Keep It Together" (không lời) – 5:52 - Đĩa CD maxi quảng cáo tại Mỹ 1. "Keep It Together" (Remix) - 4:35 2. "Keep It Together" (7" Remix) - 4:45 3. "Keep It Together" (12" Remix) - 7:50 4. "Keep It Together" (12" Mix mở rộng) - 7:20 |

## Xếp hạng và chứng nhận
| Bảng xếp hạng (1990)                 | Vị trí cao nhất |
| ------------------------------------ | --------------- |
| Australian Singles Chart             | 1               |
| Canadian RPM Singles Chart           | 8               |
| Italian Singles Chart                | 16              |
| Japanese International Singles Chart | 5               |
| US Billboard Hot 100                 | 8               |
| US Hot Dance Music/Club Play         | 1               |
| US Hot R&B/Hip-Hop Songs             | 66              |

| Bảng xếp hạng (1990)         | Vị trí |
| ---------------------------- | ------ |
| Australian Singles Chart     | 3      |
| Canadian RPM Singles Chart   | 85     |
| US Hot Dance Music/Club Play | 28     |

| Quốc gia                                  | Chứng nhận  | Số đơn vị/doanh số chứng nhận |
| ----------------------------------------- | ----------- | ----------------------------- |
| Úc (ARIA)                                 | 2× Bạch kim | 140.000^                      |
| Hoa Kỳ (RIAA)                             | Vàng        | 500.000^                      |
| ^ Chứng nhận dựa theo doanh số nhập hàng. |             |                               |